# Fissurella barbouri
Fissurella barbouri là một loài ốc biển nhỏ or true limpet, là động vật thân mềm chân bụng sống ở biển thuộc họ Fissurellidae.